# 根毛

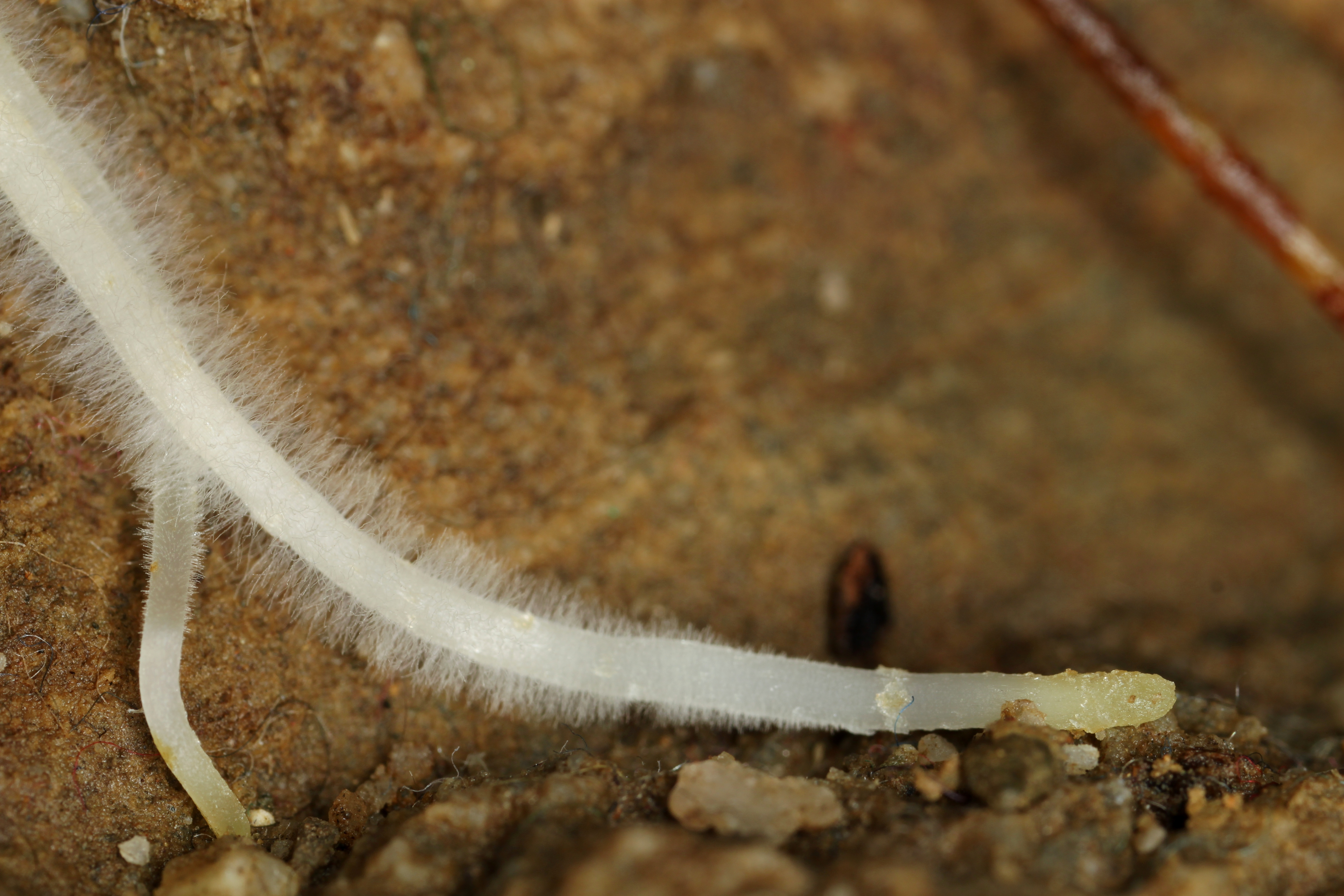
1. 多数の根毛が密生している根: 根毛は根の先端からやや離れた部分から生じている。

根毛 (こんもう、英: root hair) は、維管束植物の根の表皮細胞が毛状に突出した構造である。直径は10マイクロメートル (µm) = 0.01ミリメートル (mm) ほどであり、長さは多様。根端からやや離れた領域 (成熟帯) から生じる。根毛はふつう数日から数週間程度で消失するが、先端側からは新たな根毛が形成されるためふつう一定量の根毛が維持されている。根毛は根の表面積を広げ、効率的な水と無機栄養分の吸収に寄与し、また土壌粒子と密着して植物体を固定する。 

## 形態
根毛は、根の表皮にある細胞の一部が、外側に円筒状に細長く伸長した突起状の部分である（表皮細胞のうち、内部にある部分は根毛には相当しない）。先端はドーム状、ときに屈曲するが、分岐することはほとんどない。長さは多様であり、数十 µm 程度のものから 1 mm 以上になるものまであるが、直径は比較的一様で数µmから十数µmほどである。基本的に根毛内の基部側は大きな液胞で占められており、核は先端近く (シロイヌナズナでは先端から約 75 µm) に位置し、先端部には小胞など先端成長を行う構造が存在する。根毛の細胞壁はふつう薄いが、リグニンやスベリンが沈着して厚化していることもある。
根毛は一般に短命であり、ふつう数日から数週間程度で消失する。ただし一部の種では、長期間維持される根毛をもつことがある。このような根毛は宿存根毛 (persistent root hair, permanent root hair) とよばれ、数年間残存するものもある。宿存根毛の有無は、分類形質とされることがある。

## 発生

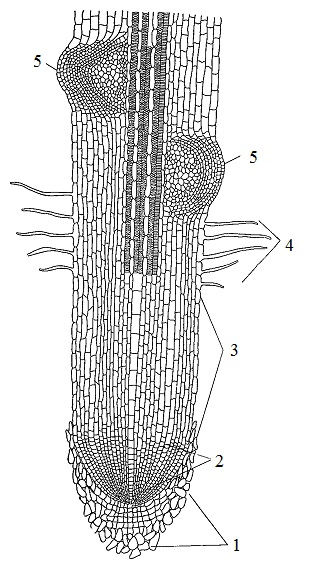
3. 根の先端部縦断面模式図: 1 = 根冠、2 = 分裂帯 (根端分裂組織を含む)、3 = 伸長帯、4 = 成熟帯 (多数の根毛が生じている)、5 = 側根の原基

根毛は根端 (最も若い部分) や根の古い部分に生じることはなく、根端からやや離れた、細胞伸長が終わって細胞が分化・成熟しはじめる部分（成熟帯）から生じる（図3）。根毛は表皮の細胞の一部が伸長して形成されるが、根毛になる表皮細胞の分化程度やその配置には以下のような多様性がある（I型、II型、III型）。根毛になる能力をもつ細胞が分化している場合、このような細胞は根毛形成細胞 (根毛細胞 trichoblast) とよばれる。これに対して、根毛を形成しない細胞は根毛非形成細胞 (非根毛細胞 atrichoblast) とよばれる。
- I型[7][8] … 根のすべての表皮細胞が根毛になる能力をもつ。最も普遍的であり、多くの植物にみられる。
- II型[7][8] … 不等分裂によって、小型の根毛形成細胞と大型の根毛非形成細胞が形成される。このため、根毛形成細胞と根毛非形成細胞が縦横交互に市松模様に配置する。小葉植物やトクサ属、スイレン科、一部の単子葉植物などにみられる。
- III型[7][8] … 根毛形成細胞と根毛非形成細胞がそれぞれ縦列している。表皮の内側には皮層細胞があるが、根毛形成細胞は2個の皮層細胞に接しており、根毛非形成細胞は1個の皮層細胞のみと接している。モデル植物であるシロイヌナズナなどアブラナ科にみられる。

シロイヌナズナ（上記III型）では、転写因子の相互作用によって根毛形成細胞の分化が制御されている。4種類の転写因子であるWER (WEREWOLF)、TTG1 (TRANSPARENT TESTA GLABRA1)、GL3 (GLABRA3)、EGL3 (ENHANCER OF GLABRA3) が複合体を形成し、根毛非形成細胞においてGL2の遺伝子発現を促進する。GL2は根毛形成遺伝子群の発現を制御し、根毛の形成を抑制する。一方で根毛形成細胞では、CPC (CAPRICE) が複合体中のWERと置き換わり、GL2は発現しなくなるため、根毛が形成される。また植物ホルモンであるオーキシンやエチレンも、根毛形成細胞の分化を促進する。
シロイヌナズナでは、根毛形成細胞の根端側の端付近から根毛が形成される。根毛が生じる部分にROP (RhoタイプGTPase) が蓄積し、これがグアニンヌクレオチド交換因子 (GEF) によって活性化されてNADPHオキシダーゼを活性化、これによって活性酸素種が生成され、これがカルシウムイオンの流入を促進して根毛の伸長を促進すると考えられている。根毛形成部の細胞壁のpHが4–4.5に低下し、細胞壁酵素のエクスパンシンが活性化、細胞壁がゆるみ、バルジとよばれる膨らみが形成される。バルジの部分にはアクチン繊維が蓄積し、多数の小胞が送り込まれる。小胞には細胞壁成分が含まれており、これがエクソサイトーシスすることで先端部に膜と細胞壁成分が供給されて根毛が伸長（先端成長）する。また先端部における低pHと高カルシウムイオン濃度が、根毛の極性維持と先端成長に関連していると考えられている。根毛の成長速度は秒速10–40ナノメートルに達する。
根毛形成に見られるCPCを用いた制御系は、茎や葉の表皮に形成される突起毛や腺毛などにも見られ、根毛も含めてこれらの構造は毛状突起（トライコーム）と総称される。
根毛は維管束植物の胞子体（染色体を2セットもつ体）の根にできる構造であるが、コケ植物の配偶体（染色体を1セットもつ体）にできる構造である仮根と類似した遺伝子系によって制御されていることが知られている。

## 機能

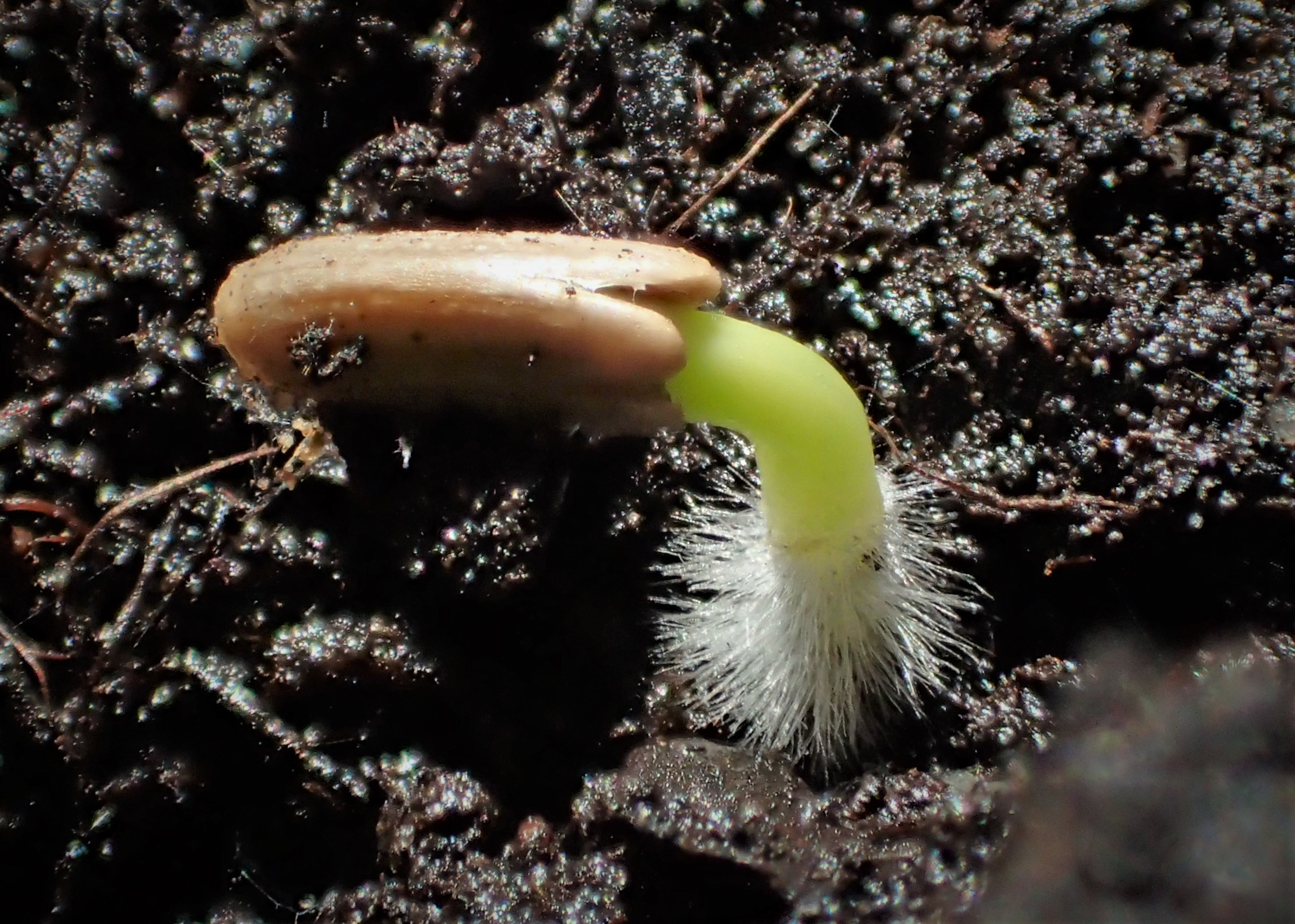
4. ジャコウアザミ (キク科) の芽生え: 根に根毛が密生している。

根毛は非常に細く大量に生じているため、根に大きな表面積を提供している（図4）。ふつう根毛は、根の表面積の 70–90% を占めている。発芽後4ヶ月目のライムギ (イネ科) の個体では、根毛の数は140億本、これをつなぐと長さ1万キロメートルに達するとされる。
一般的に、根毛の主な機能は表面積の拡大により、土壌から水や無機栄養分を効率的に吸収することにあるとされる。無機栄養分が過剰に存在する条件では、根毛の形成が著しく抑制される。
ただし根はふつう菌根菌と共生しており、植物の成長に必要な窒素の80%、リンの100%を菌根菌が供給していることもある。
カヤツリグサ科やイグサ科の一部に見られるダウシフォーム根（dauciform root）やサンアソウ科に見られるキャピラロイド根では根毛が特に発達して房状になっており、リン吸収に特に適応したものであると考えられている。
根毛によって吸収された水 (無機養分を含む) は、原形質 (シンプラスト経路) または細胞壁など原形質外 (アポプラスト経路) を通して中心柱へ輸送される。中心柱はカスパリー線をもつ内皮によって囲まれているため、中心柱に入る物質は必ず内皮細胞の原形質を通り、その際に選択・調整される。
また根毛は、根を土壌粒子に密着させて固定する役割も担っている。
マメ科植物は、窒素固定を行う細菌と共生して根粒を形成する。根粒形成においては、根粒菌が侵入する通路である感染糸 (infection thread) が根毛内に形成される。
このように根毛はさまざまな機能をもつが、生存に不可欠な構造ではない。そのため不完全な根毛をもつものやこれを欠失するものなどの突然変異体も生存可能であり、これを用いた研究が広く行われている。

## 根毛を欠く植物

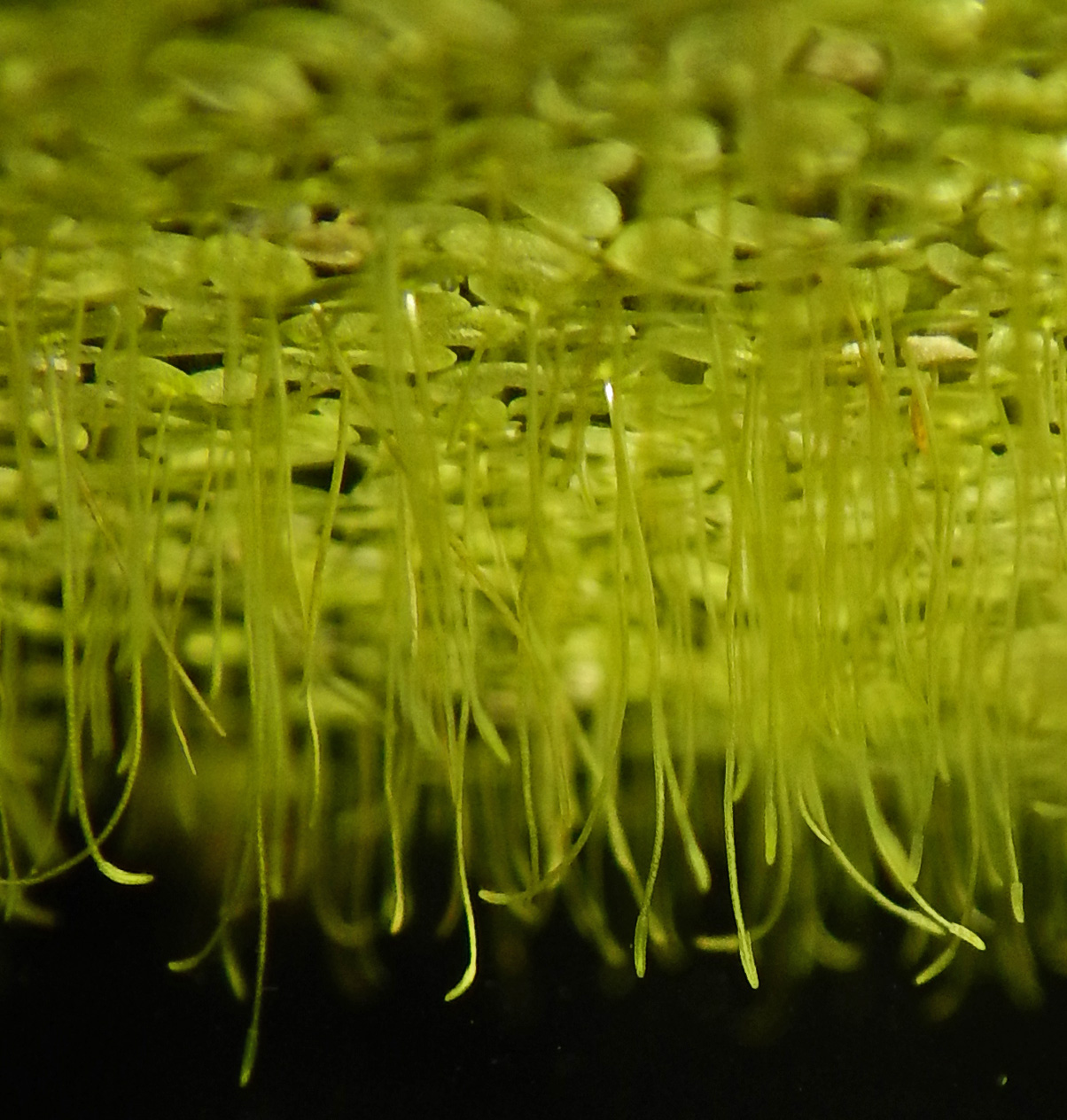
5. コウキクサ (サトイモ科) の水中根は根毛を欠く。

水生植物や寄生植物、菌根菌に大きく依存している植物 (菌従属栄養植物など) ではしばしば根が退化的であり、根毛を欠く種もいる。例えば水生植物であるウキクサ属 (サトイモ科) やヒシ属 (ヒシ科) などは根毛をもたない（図5）。また通常の植物でも、水耕栽培すると根毛の発達が悪かったり、根毛が生じないこともある。寄生植物であるヤドリギ属 (ビャクダン科) やネナシカズラ属 (ヒルガオ科)、菌根菌に大きく依存しているハナヤスリ類 (マツバラン綱) やイチヤクソウ属 (ツツジ科) なども根毛を欠く。

## ギャラリー

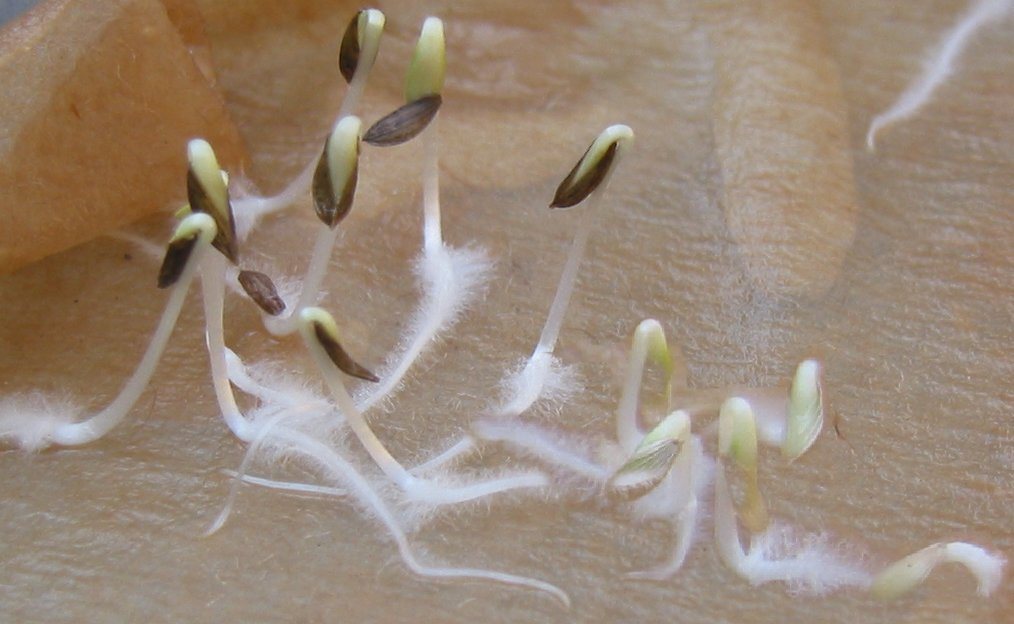
レタス (キク科) の芽生え: 根に根毛が密生している。
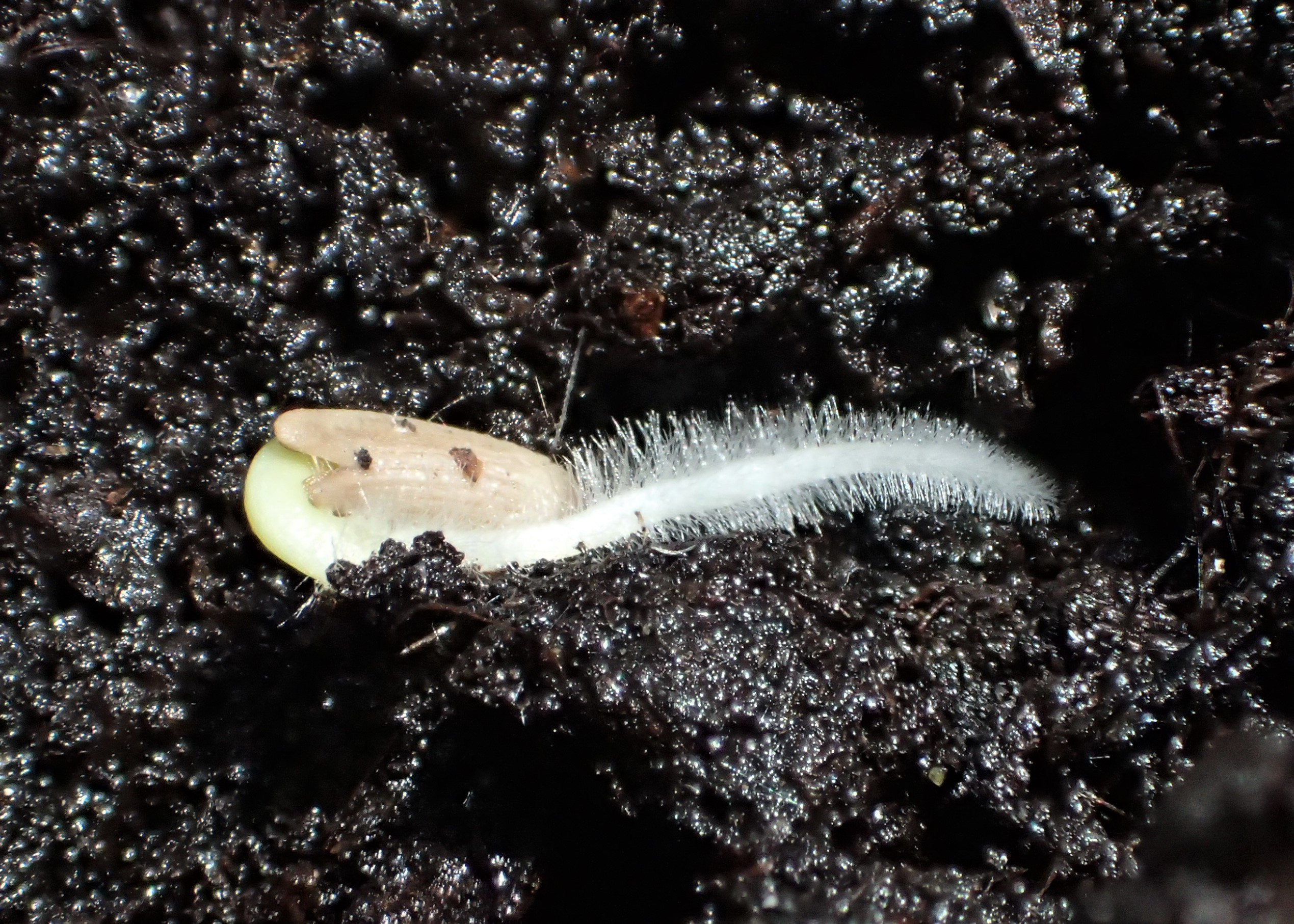
ジャコウアザミ (キク科) の芽生え
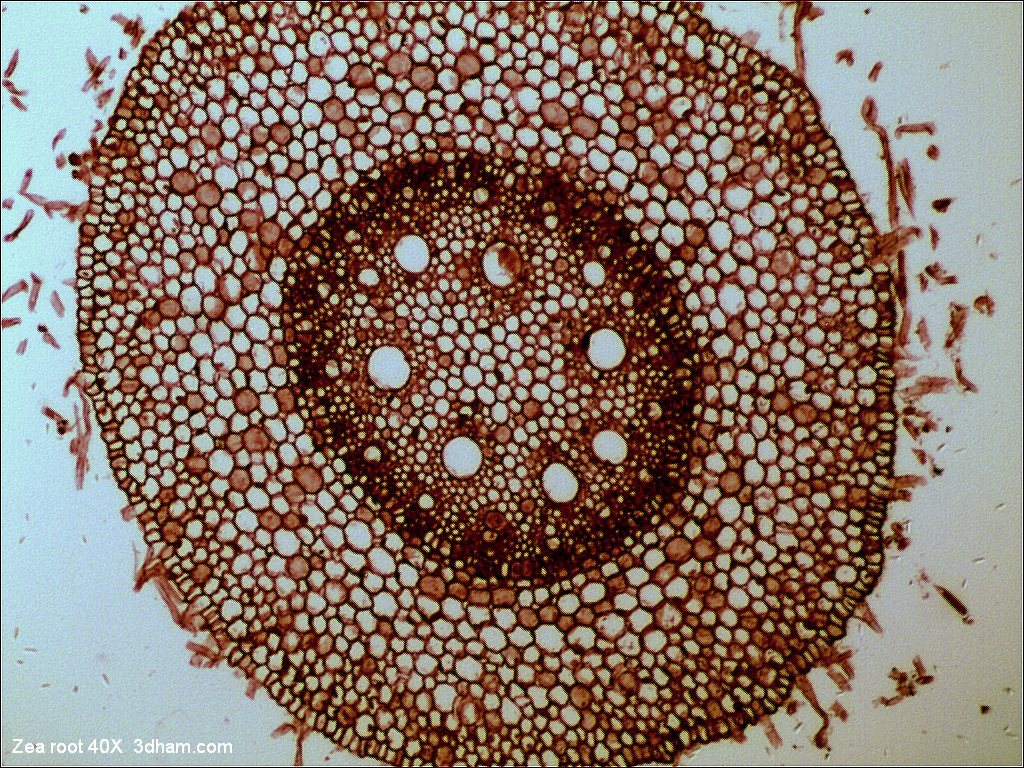
トウモロコシ (イネ科) の根の横断面: 周縁に多数の根毛が見える。
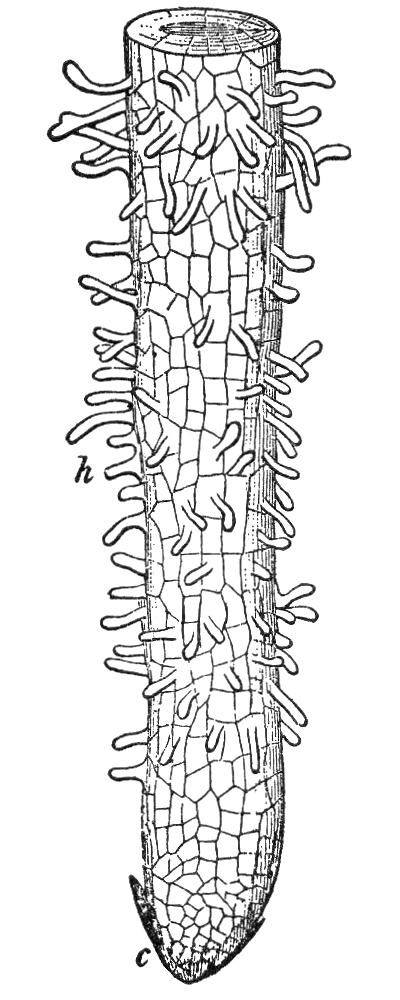
根毛が生えた根